# Associação de Críticos de Cinema de Los Angeles
A Associação de Críticos de Cinema de Los Angeles (em inglês: Los Angeles Film Critics Association (LAFCA)) é uma organização de críticos de cinema fundada em 1975. Dentre seus membros estão críticos de cinema de jornais diários/semanários e de revistas da cidade de Los Angeles. No mês de dezembro, eles se reúnem para votar nos Prêmios Los Angeles Film Critics Association (em inglês: Los Angeles Film Critics Association Awards), dados anualmente em reconhecimento à qualidade no cinema mundial durante o ano, os quais são entregues todo mês de janeiro do ano posterior. A LAFCA também homenageia os veteranos da indústria cinematográfica com seu prêmio anual Career Achievement Award e novatos com New Generation Award. Tidos como um dos mais prestigiados da indústria, são um Termômetro para o Oscar.

## Categorias
- Melhor Ator
- Melhor Atriz
- Melhor Filme Animado
- Melhor Fotografia
- Melhor Diretor
- Melhor Documentário
- Melhor Edição
- Melhor Filme
- Melhor Filme em Língua Estrangeira
- Melhor Música
- Melhor Design de Produção
- Melhor Roteiro
- Melhor Ator Coadjuvante
- Melhor Atriz Coadjuvante
- Prêmio Nova Geração